# Eutelia

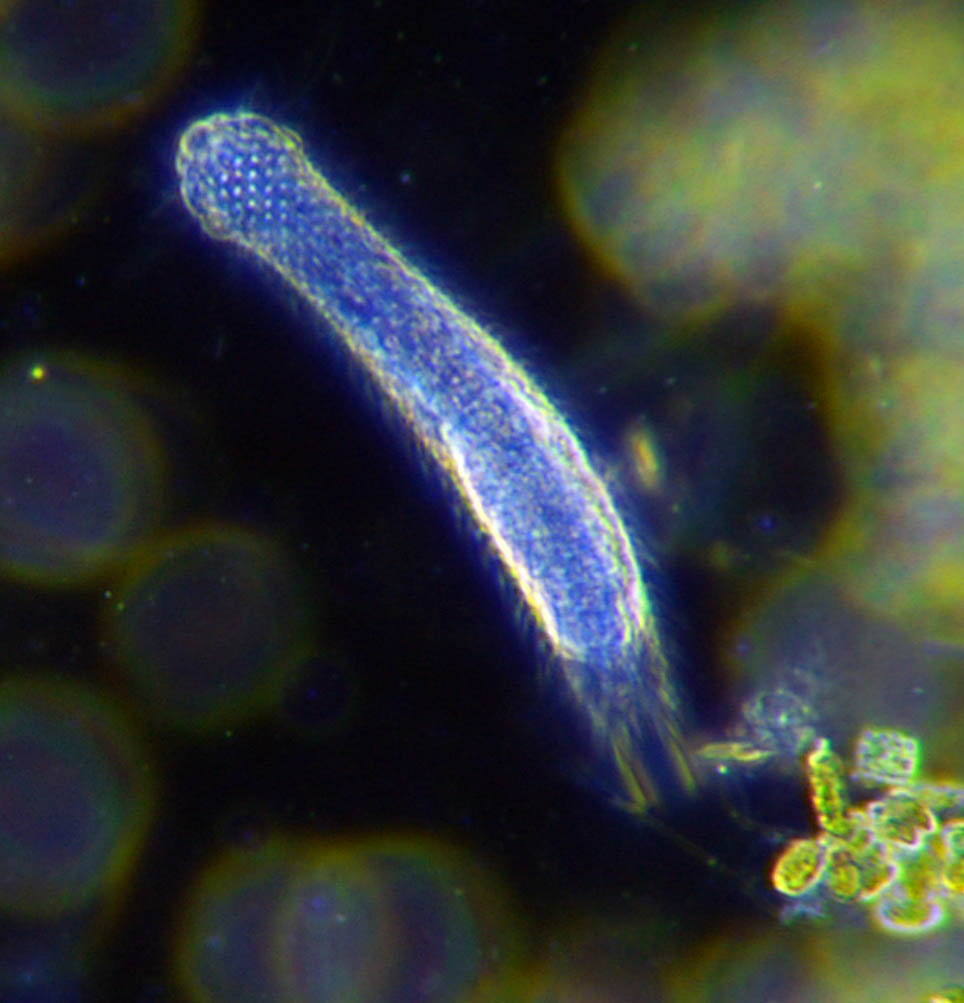
Un gastrotrico maduro, con células visibles en la superficie. A partir de la madurez sólo crecerá por agrandamiento de sus células, pero no por aumento del número de las mismas.

Los organismos eutélicos tienen un número fijo de células somáticas cuando alcanzan la madurez, siendo el número exacto constante para cualquier especie. El desarrollo procede por división celular hasta la madurez; el crecimiento adicional ocurre solo a través de la ampliación celular. Este crecimiento se conoce como crecimiento auxético. Lo muestran los miembros del filo Aschelminthes.
La mayoría de los organismos eutélicos son microscópicos. Los ejemplos incluyen los rotíferos, muchas especies de nematodos (incluyendo Ascaris y el organismo modelo Caenorhabditis elegans cuyos machos tienen 1033 células), tardígrados, apendicularios y dicemidos.